# Cercosaura steyeri
Cercosaura steyeri — вид ящірок родини гімнофтальмових (Gymnophthalmidae). Ендемік Аргентини.

## Поширення і екологія
Cercosaura steyeri відомі з типової місцевості, розташованої в департаменті Мерседес в провінції Коррієнтес. Вони живуть на вологих низькотравних луках в регіоні Естерос-дель-Ібера. Відкладають яйця.